# 長沼弘毅
長沼 弘毅（ながぬま こうき、1906年11月21日 - 1977年4月27日）は、日本の大蔵官僚、実業家、文芸評論家、翻訳家。経済学博士であり、柔道家（講道館七段）であった。孫に俳優の平沼成基など。

## 来歴・人物
東京出身。品川尋常小学校を経て東京府立一中（のち都立日比谷高校）入学。同期に高見順（小説家）、刑部人（洋画家）ら。一中では目黒真澄の英語の授業や、柔道など体育の授業に親しむ。旧制静岡高校時代にシャーロック・ホームズなどの探偵小説に出合う。また静高時代に生涯の盟友となる塚本憲甫と知り合う。この頃、柔道五段の腕前となる。1929年に東京帝国大学法学部政治学科卒業、大蔵省入省。銀行局配属。入省同期に福田赳夫、前尾繁三郎、吉村成一など。
「一高・東大にあらずんば人でなし」という当時根強かった省内空気にあり傍流派にあったが、勧銀出身の馬場鍈一蔵相時代に入ると時の軍部の動きと連動した革新運動のさなか大幅な人事刷新が行われ、山田龍雄が主税局長（のち逓信次官）に、松隈秀雄（のち大蔵次官）は主税局国税課長に、長沼は銀行局事務官から蔵相秘書官にそれぞれ抜擢された。同時に、省内主流派の津島壽一次官が退任、賀屋興宣主計局長が理財局長に、石渡荘太郎主税局長が内閣調査局調査官、青木一男理財局長が対満事務局次長へ異動となったが、主に長沼がこれらの刷新策を練り上げたものだといわれた。
その後、馬場の内務大臣就任と共に内相秘書官となったが、馬場も急逝。大蔵省では興銀出身の結城豊太郎が蔵相に担がれ、山田龍雄は大阪造幣局へ、広瀬豊作や長沼らも飛ばされ、長沼も広東へ異動となった。1938年12月、南支海軍特務部、翌1939年9月、興亜院華中連絡部書記官・広東初代事務所長に着任し、支那服をまとって、主に中南支方面で特務工作任務を担う“長沼機関”を作った。この頃に里見甫らと知己となる。日本軍の隠れ蓑として上海にあった里見の宏済善堂を通じた阿片売買を、岡崎嘉平太（当時大東亜省参事官）らと終戦間際になって止めさせようとしたが、塩沢清宣（陸軍大佐・特務部員、のち中将）から干渉が入り頓挫した。
1941年6月、大蔵省預金部資金運用課長に。1943年11月、軍需省総務部総務課長となり、省内全般を取り仕切る。1944年12月、専売局塩脳部第一課長。軍需省から本省へ帰る時、石渡荘太郎が長沼の能力を買っていたため、その引きがあったといわれている。続いて1945年9月に塩脳部長となり、のちの次官時代に官房長を務める森永貞一郎を塩脳部第一課長に引っ張ってくる。塩脳部では、国民生活に欠かせない塩の突貫輸送を敢行し、また自給製塩の創設に携わった。管理局長では、GHQとの交渉で、膨大な終戦処理費の使用や、台湾銀行や朝鮮銀行などの外地の銀行の資産の始末をはじめとする在外財産問題や、連合軍財産、ドイツ財産問題に携わる。またこの管理局長時代には、ホームズ研究で警視庁の刑事（デカ）らが長沼の部屋に頻繁に駄弁り（だべり）にきていた。1948年5月、竹中工務店、梅林組及び清水組に対する融資問題で衆議院不当財産取引調査特別委員会に大阪造幣局長の前尾繁三郎とともに証人喚問された。
1949年、大蔵次官となる。在任中、大蔵事務次官に改称。池田勇人蔵相の下、「朝から酒飲んでるやつに頭のいいやつがいるわけない」と言ったのがゴシップとして騒がれ、自ら辞表を提出し大蔵省退官。理由として、池田は公職追放になるべきなのを生き残り、上がいなくなって次官に就任した。その次官時代から池田のいいところが出たが、それまでは小心翼翼としてどうにもならない官僚だった。それゆえ池田を内心では尊敬していなかったのが大きな理由だといわれていた。
1958年3月31日から1959年4月17日まで公正取引委員会の委員長。1961年2月に首相の諮問機関として総理府に設置された「公営競技調査会」の会長に就任。同年7月に公営競技調査会会長として、「公営競技に関する現行制度と今後の基本的方策についての答申の件」（いわゆる長沼答申）を取りまとめ、池田首相に提出。公営競技の規模について、現状維持の方向を打ち出す。1960年1月27日、法学部出身ながら「最低賃金に関する若干の考察」で早稲田大学から経済学博士号を授与された。その他、随筆集に『平行線』があり、『和漢の散歩』では、松尾芭蕉・与謝蕪村が李白・杜甫などの詩形をそっくりそのまま俳句に取り込んでいるとしている。
管理局長時代の部下であった以来親交のあった高木文雄の結婚の仲人。また大蔵省以来の親睦を兼ねた「長沼会」は、森永貞一郎、庭山慶一郎、村上一、小川潤一らが構成員だった。
その後は日本コロムビアの会長。
日本のシャーロキアンの草分けで、ベイカー・ストリート・イレギュラーズの唯一の日本人会員だった。また、江戸川乱歩賞選考委員を第一回から第十四回まで務める。

## エピソード
- 事務次官時代は執務を午前中で終え、午後は来客を断って労働法の研究に没頭し、夜は宴会にも出ずにシャーロック・ホームズの研究に打ち込んだ、というエピソードを、大蔵官僚だった野口悠紀雄が紹介している（『超・整理法 時間編』）。同じく次官時代に、講道館の若手の高段者五人の猛者を続けて投げ飛ばしたということである。古き良き時代の文人肌の官僚であり、かつ本物の柔道家でもあり名実ともに文武両道の人であった。
- 宇野浩二との出会いは大蔵省で廚橋税務署長時代（1934年（昭和9年）2月から同年12月までの10ヵ月間）という。所得の申告の訂正についての伺いを宇野浩二からの手紙で受け取り、それに私信で答えたということから始まったそうである。その後付き合いは、川端康成の浅草の不良少年をモデルにした小説（「浅草紅団」）の執筆に当たり、土地の顔役（テキ屋の親分達）に了承を取るためにと一席設けた際に、文士側のメンバーとして宇野浩二に同席してもらったことに始まるという。
- 書については宇野浩二の依頼により、宇野浩二の自宅の表札を書いている。そのいきさつについては「人間宇野浩二」などに詳しい。27年間の宇野との交遊記録は、この表札を中心にして繰り広げられるとある。
- 第2次吉田内閣時代の大蔵次官のときに、新聞記者の質問に「細かい数字は池田勇人（当時大蔵大臣）に聞いてくれ。」と言ったのが翌日の新聞紙面に出てしまったという。一方、自身は「おなじ役人出身で、吉田茂という、わけのわからぬ老人（公私混淆の不感症的常習犯?）に、抜擢されて、いきなり大蔵大臣になった人物をみていると、はらはらするばかりで、気が気ではない。筋を通して反撥すべきときには毅然として反撥する気のない大臣に、ぼくは、いささかサジを投げていた。」（「人間宇野浩二」）と書いている。
- 日経新聞の「私の履歴書」に執筆依頼があったが、頑として受け付けなかった。その理由は自分が戦中戦後の本当のことを書けば多くの人が傷つくし、自慢話を書く暇はないということだった。
- 旧制静岡高校時代以来の親友の塚本憲甫は、のちに国立がんセンター総長を務めた。
- 退官後の資産運用のひとつに貸スタジオ経営を考え、赤坂のカナダ大使館の裏に数百坪の土地を用意し、当時20歳だった大賀典雄に音響設計を任せ、月給5000円の時代に大賀に10万円を払った[14]。国際ラジオセンター（KRC）と命名し、NHKに貸し出した[14]。

## 著書
- 『労働銀行研究』（自治刊行社） 1935
- 『平行線』（小山書店） 1938
- 『戦争の横顔』（高山書院） 1939
- 『家族手当と平衡基金制度 多数家族の排撃に備へて』（ダイヤモンド社） 1946
- 『生活賃銀と家族手当制度』（ダイヤモンド社、生活賃銀全書）1947
- 『同一労働同一賃銀論について』（ダイヤモンド社、生活賃銀全書）1947
- 『家族手当の実際問題』（ダイヤモンド社、生活賃銀全書）1947
- 『各国家族手当制度論』（ダイヤモンド社、生活賃銀全書）1948
- 『家族手当の研究』（ダイヤモンド社） 1948
- 『やさしい財政のはなし』（高山書院、若い人の文化叢書）1949
- 『ひとりごと』（ダイヤモンド社） 1956
- 『和漢の散歩』（自由国民社） 1956
- 『酒のみのうた 続・和漢の散歩』（自由国民社） 1957
- 『癖のある随筆』（六興出版部） 1958
- 『推理小説ゼミナール ミステリー解読術』（講談社、ミリオン・ブックス）1962
- 『ミステリアーナ』（講談社） 1964
- 『人間宇野浩二』（講談社） 1965
- 『鬼人宇野浩二』（河出書房新社） 1970

### シャーロック・ホームズ関連
- 『シャーロック・ホームズの知恵』（朝日新聞社） 1961
- 『シャーロック・ホームズの世界』（文藝春秋新社） 1962
- 『シャーロック・ホームズの紫烟』（文藝春秋） 1966
- 『シャーロック・ホームズの対決』（文藝春秋） 1967
- 『シャーロック・ホームズ秘聞』（文藝春秋） 1968
- 『シャーロック・ホームズの挨拶』（文藝春秋） 1970
- 『シャーロック・ホームズ健在なり』（番町書房） 1972
- 『シャーロック・ホームズの恩人』（家の光協会） 1974
- 『シャーロック・ホームズの大学』（実業之日本社） 1976

### 論文
- 「同一労働同一賃金論」経済学博士学位論文（早稲田大学） 1960

## 翻訳
- 「最低生活研究」（B・S・ラウントリイ、高山書院） 1943、のち改題「貧乏研究」
- 『ミサプウルへの道』（プラ・サラサス、共立書房） 1950
- 『謎の兇器』（G・D・H & M・コオル、六興・出版部、六興推理小説選書） 1957
- 『ある大使の死』（マニング・コールズ、創元推理文庫） 1959
- 『現代推理小説の歩み』（サザランド・スコット、東京創元社） 1961
- 『ミステリー入門 理論と実際』（メアリー・F・ロデル、社会思想研究会出版部、現代教養文庫） 1962
- 『わが愛する中華民国』（蒋宋美齢、時事通信社） 1970

### アガサ・クリスティ
- 『アリバイ』（アガサ・クリスティー、早川書房、世界探偵小説全集） 1954
- 『青列車の謎』（アガサ・クリスティー、創元推理文庫） 1959
- 『オリエント急行の殺人』（アガサ・クリスティー、創元推理文庫） 1959
- 『謎のエヴァンス』（クリスチィ、創元推理文庫） 1960

## 関連書籍
- 長沼源太『ずいひつ　父・長沼弘毅のこと』 財界2004年8月24日号
- 長沼弘毅追悼録『長沼弘毅』 長沼源太発行、1978年5月30日